# 端源村水尾民俗建筑群
端源村水尾民俗建筑群，是位于中国福建省宁德市周宁县浦源镇端源村的一批清代古建筑群，坐落在端源小学南侧，均为清代建筑，坐东朝西，由端源奶娘宫、叶氏宗祠、支祠构成，2012年入选周宁县第三批文物保护单位。

## 奶娘宫
端源奶娘宫面积531平方米，有大厅、戏台和天井等结构，大厅面阔三间、进深六柱，穿斗、抬梁混合式减中柱土木结构硬山顶，东侧及两边设有神龛，奉祀奶娘姑和众仙姑；戏台上方饰有绘有彩色图案的八角藻井；天井两侧以厢廊与戏台相连，厢廊中间则加建有钟楼和鼓楼。

## 叶氏宗祠和支祠
端源叶氏宗祠坐落于奶娘宫北侧，面积260平方米，有门楼、天井、过雨廊和大厅等结构，大厅面阔三间、进深六柱，穿斗、抬梁混合式减中柱土木结构硬山顶，西侧设有神龛，奉祀端源村的肇基始祖，两侧则列有木制的神祖牌，其上挂有多块匾额；门楼为穿斗、抬梁式减中柱，单檐两轩，饰以卷棚，祠内有一通端溪石桥碑和两通清朝时期的庆灯会碑。叶氏支祠的体量和结构与宗祠基本相同。